# カルモア
株式会社カルモア（英: Karumoa Co.,Ltd）は、日本の臭気対策コンサルティング企業。主に建築設備、産業設備用脱臭装置の販売および臭気対策のコンサルティングを主軸に、臭気調査や脱臭作業などを実施するメーカー。

## 概要
本社所在地は東京都中央区新川2丁目9-5。
1990年4月1日に創業した臭気対策メーカー。国家資格である臭気判定士が対策にあたっている。社名のカルモアは創業者村岡尚紘の名字であるMURAOKAをKARUMOAに並べ替えて作られたとされている。

## 特色
- 臭気判定士を多く抱え、嫌なニオイを解決する。社員21人中16人が臭気判定士の資格を持っている。（2008年時点）「首を突っ込む前に鼻を突っ込め」が社訓[1]。
- 「カルモアは地球の空気環境の未来のために貢献する」を経営理念に掲げ、20年以上前からにおいセンサー、厨房用脱臭装置、酸素クラスターイオン脱臭装置などを始めとしたにおい関連事業を展開し、現在では火災あとの脱臭作業やダイオキシン除去作業、産業用消臭剤の販売などを展開している。
- 主力商品であるにおいセンサー「KALMOR-Σ」は、マイクロエアポンプによる自動吸引式(500mL/分)、高感度金属酸化物熱線型半導体式ガスセンサ方式で、メチルメルカプタン、硫化水素、トリメチルアミン、アセトアルデヒド、酢酸エチル、トルエン、スチレンに対する測定感度が試験[2] されている。
- スイスLK LUFTQUALITAT AG(ionair)社から導入した酸素クラスターイオン方式による脱臭装置[3] は、一般的な臭気対策の他、床暖房施工業者の資材に組み込まれて[4] 室内の脱臭除菌に応用されている。他方、実験動物を飼育する動物舎のような、強い臭気を周辺に拡散する施設における対策としての効果について、カルモア社による研究発表[5] が行われている。また、自治体等に設置された同装置の保守点検業務は、特殊技術との理由で同社指定で随意契約[6] となる場合がある。
- 家庭用の空気清浄スプレー「マイクロゲル」について、朝日新聞出版ショッピング「通販人」で紹介された[7] が、この時の読者の反応としては、価格が高いことへの懸念が目立っている。
- 2011年、初音ミクのデザインを担当したイラストレーターKEIを起用し、萌えパッケージの消臭スプレー「消臭妖精ノール」を発売[8]。キャラクターには声優をあて、テーマソングを収録したCDを添付[9][10] する等、消臭妖精（デオフェアリー）というコンセプトを創出した。同キャラクターは2014年10月28日に萌えキャラ学会の正会員となり、以後は企業系萌えキャラとして活動している。
- 日本テレビ『所さんの目がテン!』の2010年10月16日放送では、豚のみが反応するトリュフの発する微弱な匂い[11] を測定するのに、同社のにおいセンサー[12] が使用された。

## 沿革
- 1990年 東京都中央区日本橋に設立
- 1991年 においセンサー事業開始
- 1993年 酸素クラスターイオン技術導入…スイスの空気清浄化技術を導入
- 1995年 ホテル業界向け脱臭機事業参入
- 2001年 プロサービス事業立ち上げ
- 2003年 産業界向け臭気対策事業立ち上げ
- 2004年 規模拡大に伴い東京都中央区八丁堀に移転
- 2008年 中国、韓国に進出
  - カビ事業立ち上げ
- 2009年 コスト削減ビジネス開始
- 2010年 ANA inovative voice－進化する、メイド・イン・ジャパンにvol.15[13] として紹介される

## テレビ番組
- 日経スペシャル ガイアの夜明け 気になる“ニオイ”にチャンスあり～拡大する香りビジネス～（2008年10月21日、テレビ東京）[1] - 臭気判定の専門会社を取材。